# 가스토니아
가스토니아(Gastonia)는 중생대 백악기전기(약 1억 3,800만년 전~1억 2,000만년 전), 북아메리카대륙에 서식한 초식공룡이다. '조반류'-'안킬로사우루스과'에 속한다. 학명은 이 공룡의 발굴연구에 공헌한 학자의 이름에서 유래되었다. 화석은 미국 유타주에서 발견되었고, 4족보행을 한다. 전체 몸 길이는 약 4m~5m, 체중은 1t정도 되었을 것으로 추정된다.